# Gino Gradkowski
Gino Gradkowski (5 de noviembre de 1988 en Pittsburgh, Pennsylvania) es un jugador de fútbol americano que ocupa la posición de guard/center y que milita en los Carolina Panthers de la National Football League (NFL). En su etapa escolar, Gradkowski jugó al fútbol americano colegial en la Universidad de Delaware.

## Carrera universitaria
Gradkowski jugó al fútbol americano en la universidad como guardia y centro. Comenzó su carrera como jugador en Universidad de Virginia. Más tarde fue transferido a la Universidad de Delaware. Gradkowski fue titular en los 15 partidos como junior.

## Carrera profesional

### Baltimore Ravens
Gradkowski fue seleccionado en la cuarta ronda (98 en total) del Draft NFL de 2012 por los Baltimore Ravens.

### Denver Broncos
El 1 de abril de 2015, Gradkowski fue traspasado a los Denver Broncos por rondas de draft. Gradkowski fue cortado por los Broncos el 6 de septiembre.

### Atlanta Falcons
Gradkowski fue adquirido por los Atlanta Falcons el 7 de septiembre.

## Vida personal
Gradkowski es el hermano menor del también jugador Bruce Gradkowski.